# Polidoro Van Vlierberghe
Cirilo Polidoro Van Vlierberghe OFM (6 de marzo de 1909 - 9 de mayo de 2006) fue un sacerdote franciscano y ex obispo de Illapel y obispo Titular de Municipa (Argelia).

## Biografía
Fray Polidoro Van Vlierberghe nació en Waasmunster, Bélgica, el 6 de marzo de 1909, ingresó a los franciscanos en Tielt en 1927, y fue ordenado sacerdote a los 25 años, el 19 de agosto de 1934, en la Orden de Frailes Menores Franciscanos. Misionero durante mucho tiempo en Chile, Fray Polidoro fue nombrado Administrador Apostólico de Illapel el 18 de marzo de 1961.
El papa Pablo VI lo nombró Prelado de Illapel el 27 de junio de 1966, recibiendo su consagración episcopal como obispo de la Sede Titular de la Municipa el 28 de agosto, de manos del Arzobispo Alfredo Cifuentes Gómez, asistido por los Arzobispos Emilio Tagle Covarrubias y Bernardino Piñera Carvallo.
Monseñor Van Vlierberghe renunció a su sede titular el 17 de noviembre de 1977 y se retiró de su prelatura el 11 de agosto de 1984. Falleció tras 71 años de sacerdocio. Su solemne misa fúnebre se celebró en la Parroquia de Nuestra Señora de Luján, seguida de su inhumación en la iglesia de la prelatura de Illapel. Originalmente sepultado frente al altar mayor, meses más tarde su féretro fue trasladado a un lugar definitivo una vez que se terminó de construir un espacio funerario para él y sus sucesores dentro del mismo edificio.